# Energy Standard
El Energy Standard (en español: Energía Estándar) es un equipo francés de natación profesional, que participa en la Liga Internacional de Natación. Tiene sede en la ciudad de París pero su base de entrenamiento está en Belek, una ciudad de Turquía.
El entrenador en jefe de 2019 a 2021 fue James Gibson.

## Historia
La base de entrenamiento es el moderno Gloria Sports Arena y se ubica en Belek, una ciudad turca en la Provincia de Antalya.

## Rendimiento
El equipo ganó cada uno de sus partidos en la primera temporada de la ISL, comenzando con el primer partido en Indianápolis, EE. UU. y luego en Nápoles, Italia. Continuaron su racha ganadora en el Derby Europeo en Londres, GBR y se llevaron el título inaugural del campeonato en la final en Las Vegas. La capitana Sjöström fue nombrada MVP de la temporada, tras acumular 243.5 puntos.

## Plantel 2021

### Mujeres
| Nadadora       | Edad    | Estilo   |
| -------------- | ------- | -------- |
| ?              | 34 años | ?        |
| ?              | 34 años | ?        |
| ?              | 34 años | ?        |
| ?              | 34 años | ?        |
| ?              | 34 años | ?        |
| ?              | 34 años | ?        |
| ?              | 34 años | ?        |
| ?              | 34 años | ?        |
| ?              | 34 años | ?        |
| ?              | 34 años | ?        |
| Sarah Sjöström | 31 años | Mariposa |
| ?              | 34 años | ?        |

### Varones
| Nadador       | Edad    | Estilo   |
| ------------- | ------- | -------- |
| Simonas Bilis | 31 años | ?        |
| ?             | 34 años | ?        |
| ?             | 34 años | ?        |
| Chad le Clos  | 32 años | Mariposa |
| ?             | 34 años | ?        |
| ?             | 34 años | ?        |
| ?             | 34 años | ?        |
| ?             | 34 años | ?        |
| ?             | 34 años | ?        |
| ?             | 34 años | ?        |
| ?             | 34 años | ?        |
| ?             | 34 años | ?        |